# Fedora do Rego Monteiro
Fédora do Rego Monteiro Fernandes (Recife, 3 de fevereiro de 1889 --- Recife, 1975) foi uma pintora, desenhista e professora brasileira. Foi membro fundadora da Escola de Belas Artes de Pernambuco em 1932. 

## Biografia
Irmã mais velha dos também pintores Joaquim do Rego Monteiro e Vicente do Rego Monteiro, em 1910, transferiu-se para o Rio de Janeiro a fim de estudar na Escola Nacional de Belas Artes. Foi aluna de Zeferino da Costa, Modesto Brocos e de Eliseu Visconti .
Terminado o curso, viajou com seu irmão, Vicente para a Europa, no intuito de desenvolverem uma formação e uma carreira artística internacional. 
Fixaram residência em Paris a partir de 1913 com a chegada de Fedora e Vicente do Rego Monteiro. De acordo com a documentação consultada, os irmãos viveram sob os mesmos endereços entre os anos de 1913 e 1914. Os catálogos dos Salões aos quais eles participaram45, indicam a rua Belloni, n 04 como primeiro endereço cadastrado pela dupla em 1913. Já em 1914 o endereço informado por Fédora ao Salão dos Independentes foi o número 19 da rua Las Cases em Paris. Esse período, interrompido pela eclosão da I Guerra Mundial, caracteriza uma primeira fase dos intercâmbios realizados pelos irmãos Monteiro centralizados nas figuras de Fédora e Vicente.
Participou do Salon des Indépendants em 1913 e, no ano seguinte, do Salon des Artistes Français.
Os temas de sua pintura são variados mas há uma predominância de paisagens, principalmente urbanas, e de retratos. Fédora foi uma pintora de largos recursos artísticos tal como seus irmãos.